# Sarlókajsza
Sarlókajsza (szlovákul Lužianky, 1948-ig Šarluzky-Kajsa) község Szlovákiában, a Nyitrai kerületben, a Nyitrai járásban. 1897-ben jött létre az egyesített Sarlóska és Kajsza községekből.

## Fekvése
Nyitrától 5 km-re, északnyugatra fekszik.

## Története
A régészeti leletek tanúsága szerint területén már a kőkorszakban is éltek emberek. Több korszak településeinek emlékei kerültek itt elő egymást felülrétegezve: a lengyeli kultúra kerámiái, az úněticei kultúra korhasztásos temetkezései, a hévmagyarádi kultúra települése, valamint latén kori hamvasztásos sírok.
A mai település eredetileg két község, Sarlóska és Kajsza egyesítéséből keletkezett.

### Sarlóska
Sarlóskát 1113-ban "Sorlo" alakban a zoborhegyi apátság birtokainak leírásában említik először. 1246-ban "Kius Sarlo" néven szerepel. A nyitrai káptalan birtoka, melynek itt birtokközpontja volt, majd a 16. századtól az esztergomi érsekségé. A Solymosi és Elefánti családoké, később a 17. században az Uzovics és a 18. században a Bartakovics családé volt. 1715-ben 20 ház állt a településen. 1720-ban csak 7 portája adózott. 1787-ben 44 házában 257 lakos élt. 1828-ban 47 háza és 329 lakosa volt. Lakói főként mezőgazdasággal foglalkoztak. Sarlóskát 1897-ben egyesítették Kajszával.
Vályi András szerint: "SARLUSKA. Két falu Nyitra Várm. egyiknek földes Ura a’ Nyitrai Káptalanbéli Uraság, másiknak pedig G. Berényi, és több Urak; ez fekszik Rippényhez közel, mellynek filiája; ama’ pedig Üzbeghez közel, mellynek filiája; lakosaik katolikusok, és másfélék is, határbéli földgye egygyiknek jó, ’s Molnoséhoz majd hasonlító; de a’ másiké soványabb."
Fényes Elek szerint: "Sarluska, tót falu, Nyitra vgyében, Üzbégh mellett, 803 kath., 23 zsidó lak. F. u. a nyitrai káptalan. Ut. p. Nyitra."

### Kajsza
Kajsza 1598-ban szerepel először írott forrásban "Kaysza" alakban. A nyitrai váruradalomhoz tartozott, később nemes családok birtoka. 1688-ban az esztergomi érsekség itteni birtoka a nyitrai káptalané lett. 1681 és 1814 között a Majláth család a birtokosa. 1752-ban említik sörfőzdéjét. 1787-ben 27 háza és 144 lakosa volt. 1828-ban 30 házában 211 lakos élt, akik főként mezőgazdasággal foglalkoztak.
Vályi András szerint: "KAJSZA. Tót falu Nyitra Várm. földes Urai több Urak lakosai katolikusok, fekszik Nyitrához fél mértföldnyire, és annak filiája, határja középszerű, vagyonnyai külömbfélék."
Fényes Elek szerint: "Kajsza, tót falu, Nyitra vmegyében, a Nyitra folyó jobb partján, Nyitrától éjszakra 1 órányira: 212 kath, 10 zsidó lak. F. u. a nyitrai püsp."

### Sarlókajsza
Az egyesítés utáni település továbbra is mezőgazdasági jellegű maradt. Fejlődésére serkentően hatott a Nyitra-Radosnya és az Aranyosmarót-Sarlókajsza vasútvonal megépülése, mely után vasúti csomópont lett.
Nyitra vármegye monográfiája szerint: "Sarló-Kajsza Sarluska és Kajsza községekből egyesitett tót község, a Nyitra folyó jobb partján, Nyitrától északnyugatra, 7 kilométerre, 546 r. kath. vallásu lakossal. Posta-, táviró- és vasúti állomása Üzbég. Földesura a nyitrai székes káptalan volt, amelynek itt jelenleg is nagyobb birtoka van. Sarluska már a XII. század elején szerepel „Sarló” név alatt. A XIII. században Kis-, a XV. században pedig Nagy-Sarló néven találunk róla feljegyzéseket, mig Kajsza Mária Terézia idejében praedium volt."
A trianoni békeszerződésig Nyitra vármegye Nyitrai járásához tartozott.
Az 1948-as átnevezési hullámban vesztette el korábbi szlovák nevét.

## Népessége
| Év:            | 1994. | 2004.   | 2014.    | 2024.    |
| -------------- | ----- | ------- | -------- | -------- |
| Emberek száma: | 2374  | 2536    | 2890     | 3456     |
| Eltérés:       |       | +6,82 % | +13,95 % | +19,58 % |

| Év:            | 2023. | 2024.   |
| -------------- | ----- | ------- |
| Emberek száma: | 3338  | 3456    |
| Eltérés:       |       | +3,53 % |

Nagy- és Kissarlóska a 16. században még a szlovák-magyar nyelvhatár magyar oldalán feküdtek, vegyes, de magyar többségű lakossággal. A szlovákság térnyerése a 17. század végén és a 18. század első felében végbement migrációs és betelepülési folyamatokkal magyarázható.
1880-ban Sarló 460 lakosából 393 szlovák, 24 német, 14 magyar, 7 más anyanyelvű és 22 csecsemő; ebből 441 római katolikus és 19 zsidó vallású volt. Kajsza 278 lakosából 237 szlovák, 27 magyar, 5 német anyanyelvű, 2 idegen és 7 csecsemő; ebből 273 római katolikus, 4 zsidó és 1 evangélikus vallású volt.
1890-ben Kajsza 224 lakosából 41 magyar és 181 szlovák anyanyelvű volt.
Sarló 546 lakosából 22 magyar, 35 német és 489 szlovák anyanyelvű volt. Ebből 529 római katolikus és 17 izraelita vallású volt.
1900-ban 906 lakosából 143 magyar és 755 szlovák anyanyelvű volt.
1910-ben 1127 lakosából 971 szlovák, 128 magyar, 13 német és 15 egyéb anyanyelvű.
1921-ben 1254 lakosából 41 magyar és 1201 csehszlovák volt.
1930-ban 1593 lakosából 12 magyar és 1550 csehszlovák volt.
1970-ben 2830 lakosából 2796 szlovák és 3 magyar volt.
2001-ben 2477 lakosából 2434 szlovák és 6 magyar volt.
2011-ben 2749 lakosából 2663 szlovák és 5 magyar volt.
2021-ben 3060 lakosából 6 (+4) magyar, 2920 (+9) szlovák, 5 (+6) cigány, 5 ruszin, 33 (+3) egyéb és 91 ismeretlen nemzetiségű volt.

## Nevezetességei

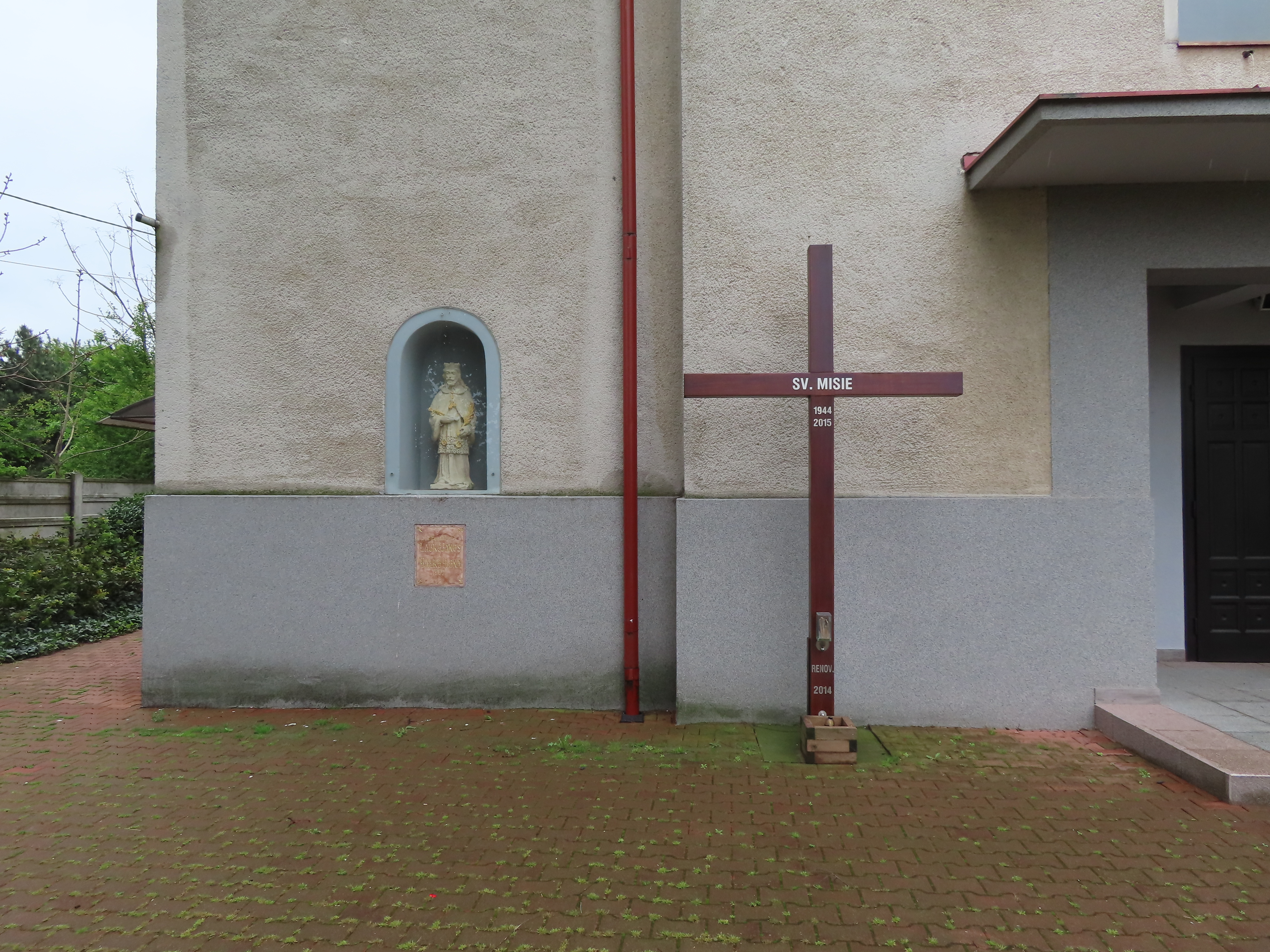
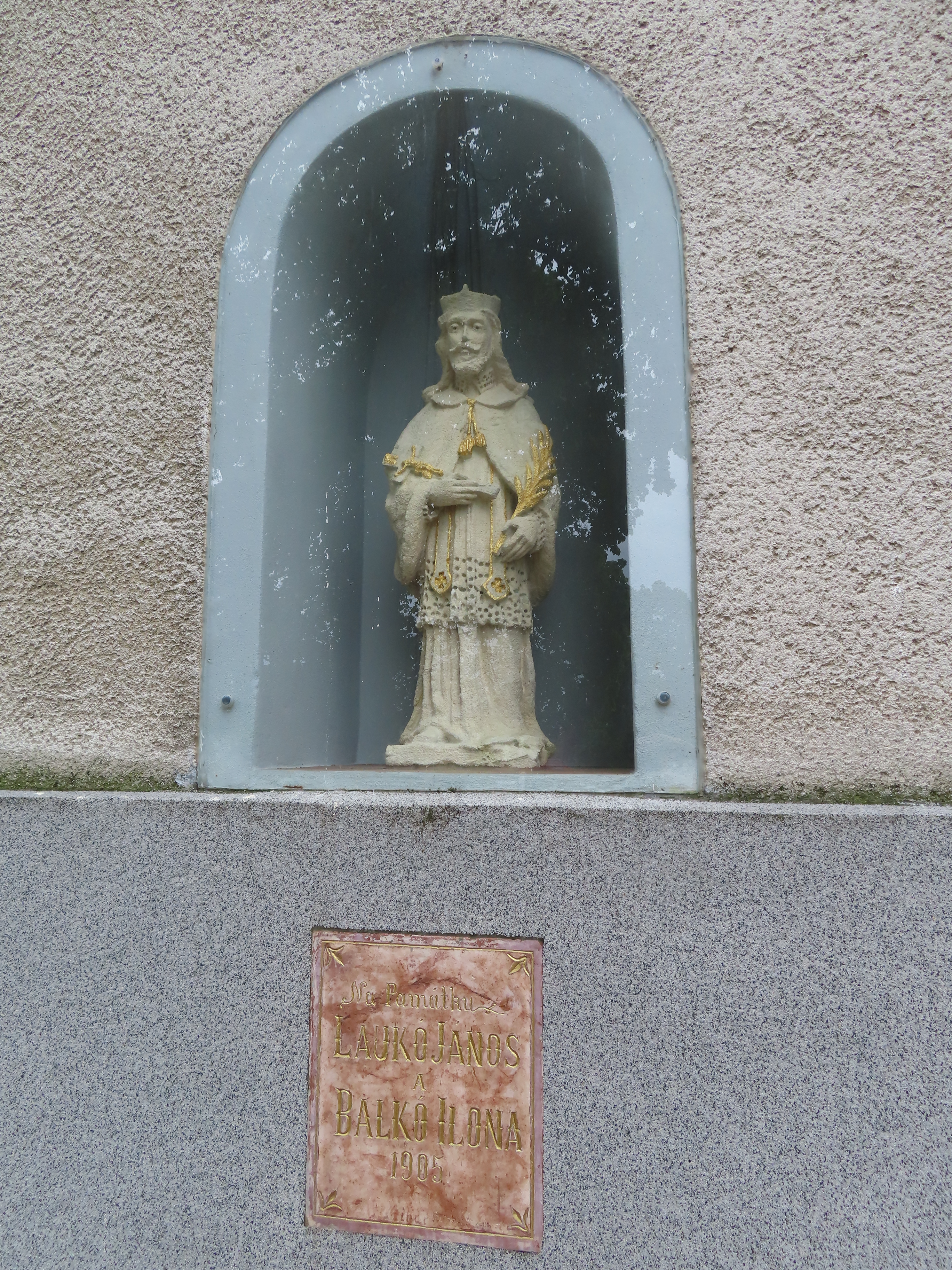
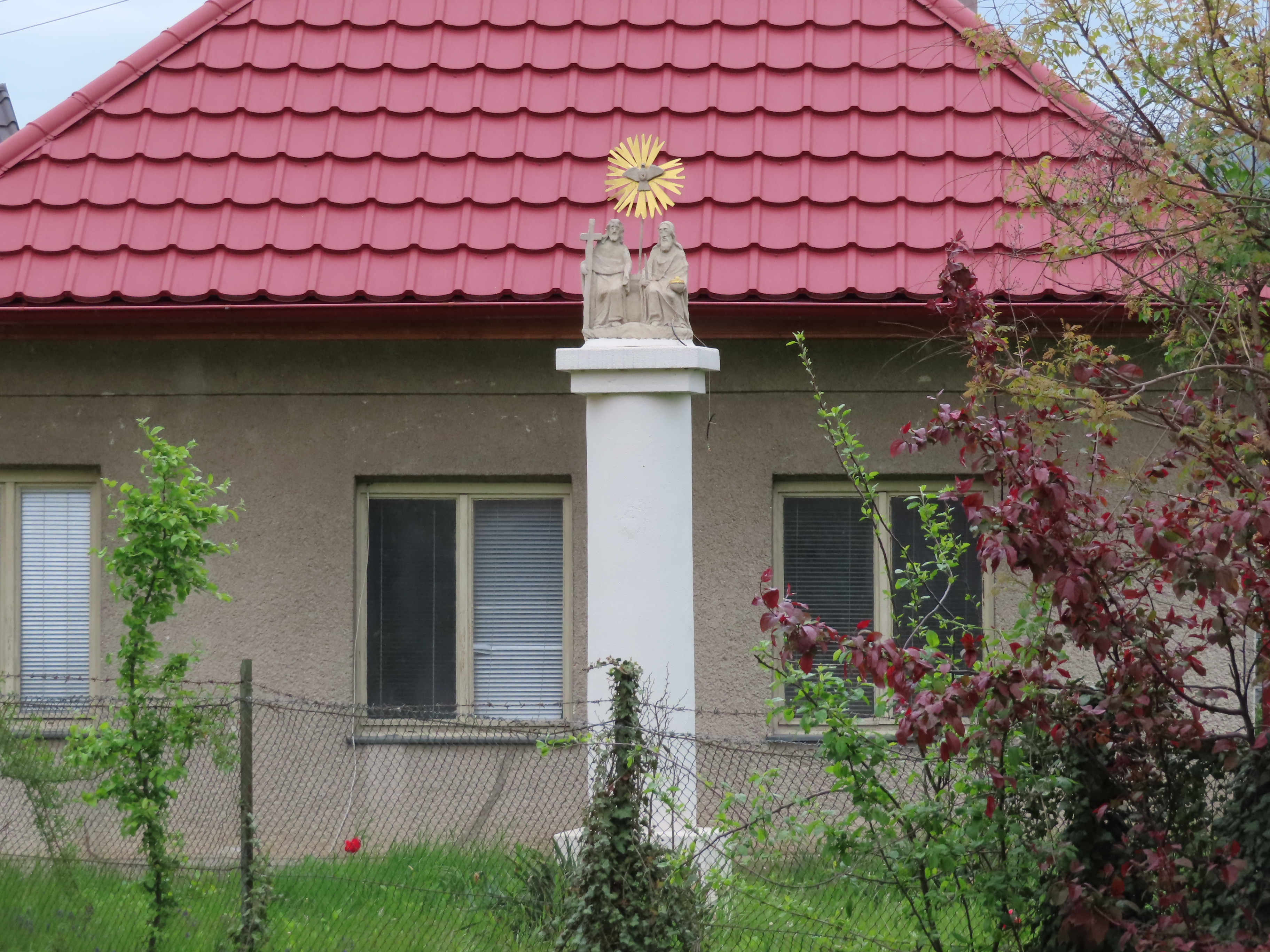
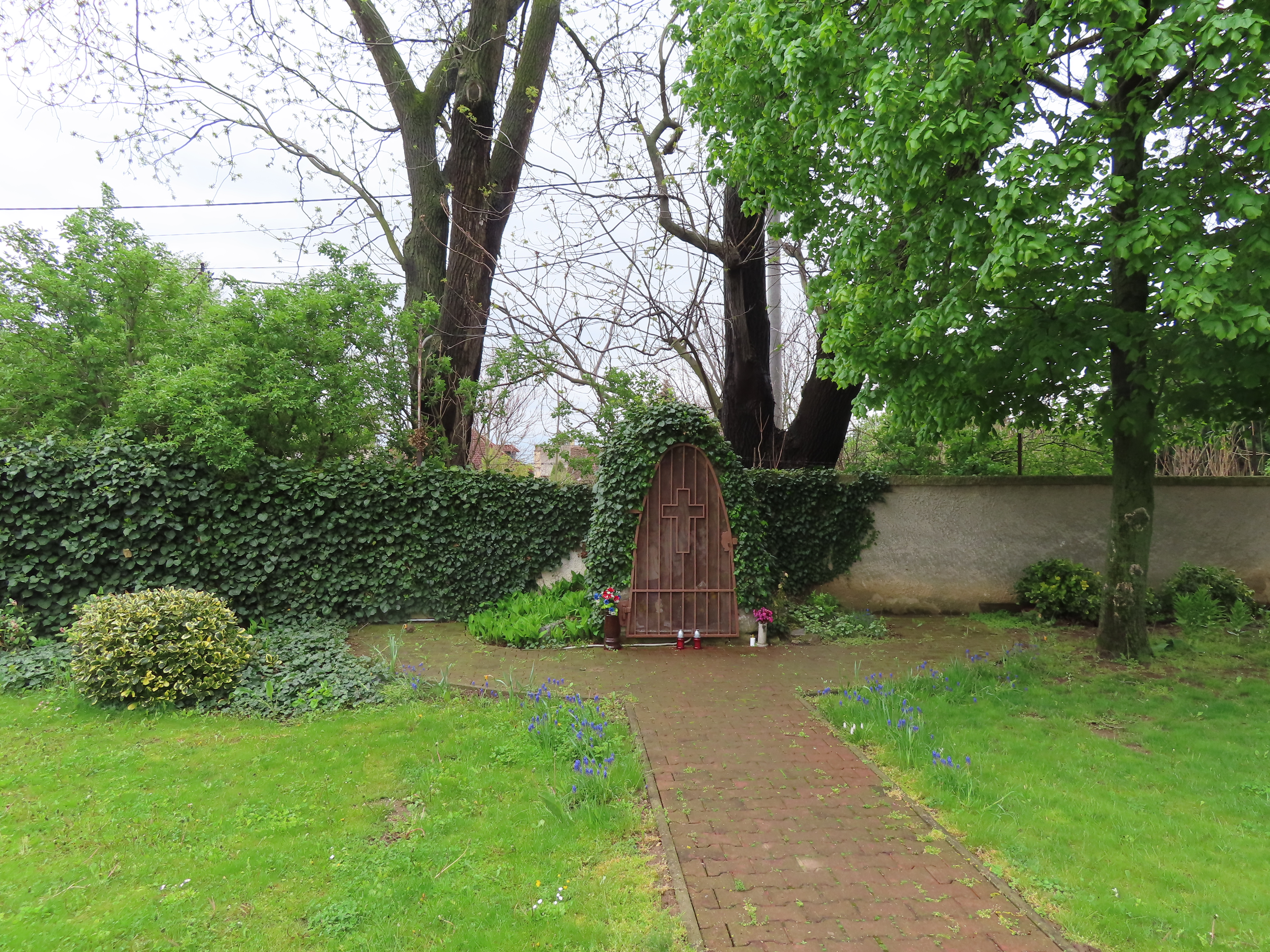
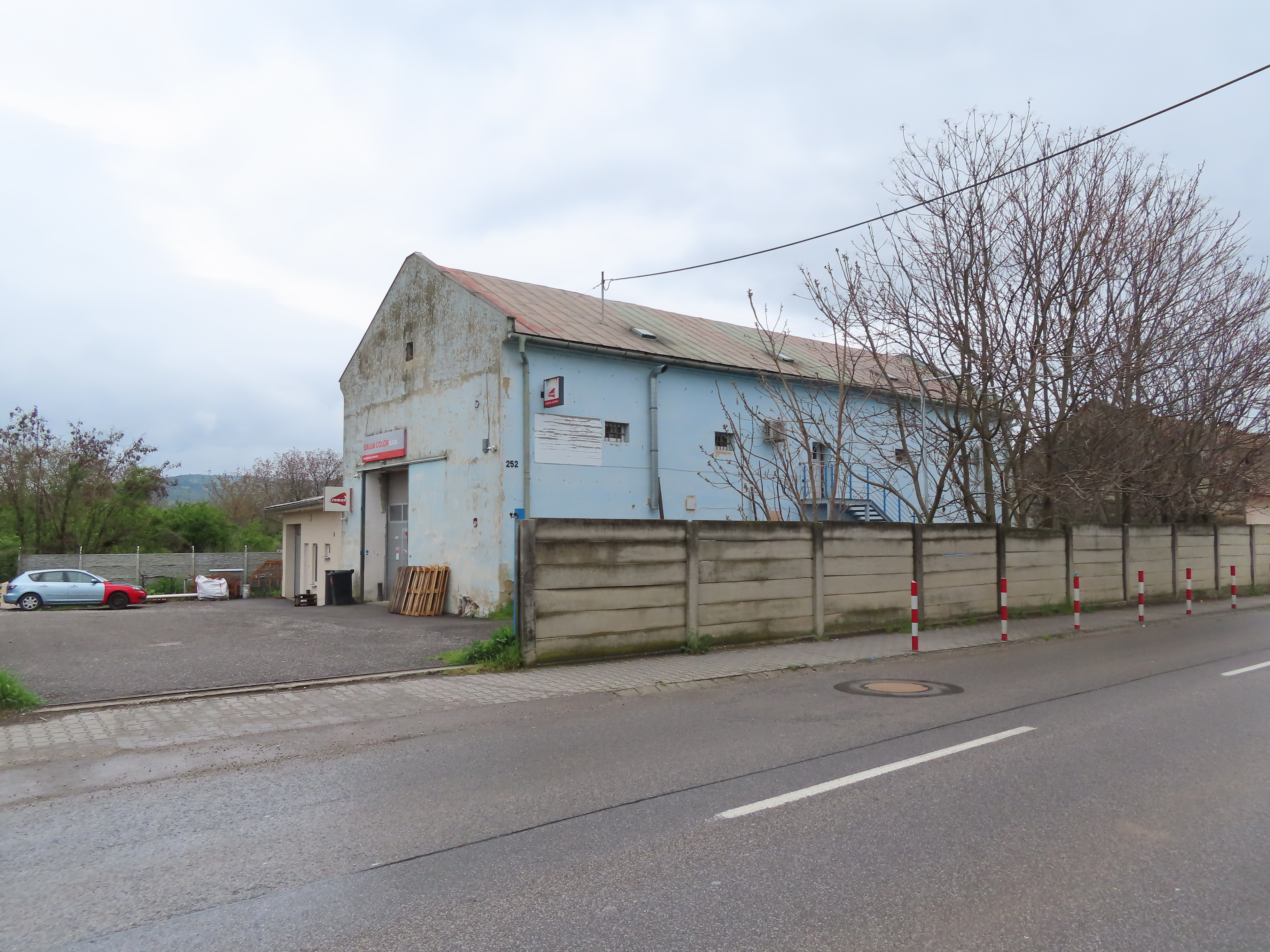
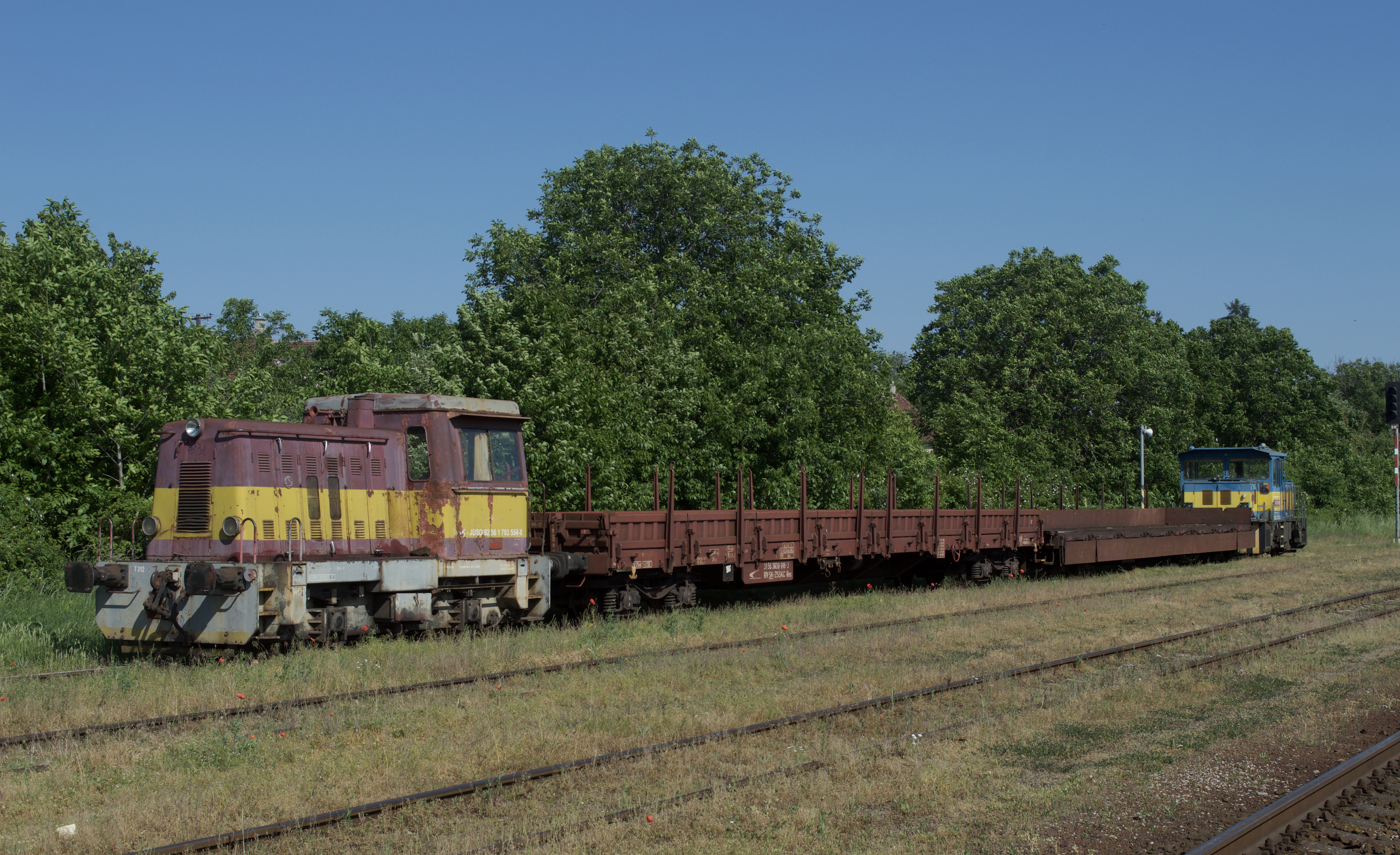

- Római katolikus temploma 1938-ban épült.